# 单列齿丽鱼属
單列齒麗魚屬，是條鰭魚綱䲁形目麗魚科下的一個屬。

## 分類
本屬屬於褶唇麗魚亞科，目前被認可的種如下：
- 小鱗單列齒麗魚 Haplotaxodon microlepis
- 三帶單列齒麗魚 Haplotaxodon trifasciatus